# Cappella di San Rocco (Caserta)
La cappella di San Rocco è una cappella ubicata a Caserta, nella frazione di Casertavecchia.

## Storia e descrizione
La cappella venne costruita dai casertani nel XVII secolo a protezione dalla peste.
Posta poco fuori l'abitato di Casertavecchia, alla confluenza delle strade per Caserta e Castel Morrone, la cappella di San Rocco si presenta con una semplice facciata in muratura con portale in ferro battuto sovrastato da una nicchia nella quale è posto un affresco raffigurante la Madonna; accanto all'ingresso, sulla sinistra, è una epigrafe con la scritta:
Sul lato destro della facciata una sorta di portico sul quale si innalza un campanile a vela alto otto metri.
Internamente è navata unica: l'altare maggiore è in marmo, sormontato da un crocifisso in legno; in tutto l'ambiente si notano tracce di affreschi risalenti al XVII e XVIII secolo: in particolare si riconosce la figura di San Rocco.